# Spartaco Carlini
Spartaco Carlini (Pisa, 1º gennaio 1884 – Pisa, 2 novembre 1949) è stato un pittore italiano.

## Biografia
Studiò con il pittore pisano Amedeo Lori, nel 1902 grazie all'amicizia di Lorenzo Viani entra in contatto con i pittori del Club della Bohème di Torre del Lago. Intorno agli inizi degli anni 10 del secolo inizia la sua attività politica grazie alla conoscenza di Ceccardo Roccatagliata Ceccardi nelle file delle formazioni anarco -socialiste, negli anni successivi partecipa alla I° guerra mondiale , un'esperienza che lo segnò profondamente e lo rese ancora più malinconico. Negli anni successivi alla guerra fu inviato per la sua attività politica in Sardegna. Ritornato a Pisa riprese la sua attività pittorica rappresentando soprattutto paesaggi pisani.
Per quanto riguarda la sua arte si ricorda che fu anche uno scultore (di lui si ricorda infatti l'opera il Centurino presentata alla biennale romana), la sua pittura fu da subito indirizzata verso tematiche simboliste italiane prevalentemente con chiare influenze sia di pittori come Gaetano Previati ma anche di pittori simbolisti nordici come Boecklin e proprie del periodo liberty. Una pittura, la sua, carica di immagini e simboli e che deforma le figure e il paesaggio e dove trovano spazio le sue idee politiche. Dopo la guerra e la sua permanenza in Sardegna la sua pittura si fa più chiusa e interiore in una visione che alternava malinconiche rappresentazioni di stampo quasi metafisico a gioiose e vivide descrizioni delle feste popolari.

## Mostre e collezioni
Tra le mostre a cui ha partecipato si ricordano, con l'opera Il Giardino del Re, l'Esposizione internazionale d'arte di Venezia del 1909.Nel 1921 figura tra i pittori presenti alla prima biennale di Roma e fa inoltre, nel 1931, parte della Commissione Giudicatrice per il Concorso della Mostra d’Arte di Pisa..
Il suo lavoro è presente nella collezione del Museo nazionale di palazzo Reale. Una sua opera è conservata presso l'associazione culturale Palazzo Blu. Una sua opera Festa Campestre è conservata presso la Galleria d'Arte Moderna e Contemporanea di Viareggio Lorenzo Viani. Il suo lavoro è presente nella collezione “Alessandro Parronchi” dell’Ente Cassa di Risparmio di Firenze esposta in una mostra nel 2013.
Nel 1950 si tenne una sua retrospettiva al Teatro Verdi di Pisa, altra retrospettiva fu a lui dedicata presso il Palazzo Lanfranchi (Pisa) nel 2002.
A Pisa è intitolata una via a suo nome.